# NK Gornja Rijeka
NK Gornja Rijeka nogometni je klub iz Gornje Rijeke, Koprivničko-križevačka županija.

## Povijest
Klub je osnovan 1974. godine pod imenom NK Čelik pod kojim je djelovao do 1990. godine kada prestaje s radom. 1996. godine obnavlja rad pod novim imenom NK Gornja Rijeka.  
Trenutačno se natječe u 2. ŽNL Koprivničko-križevačkoj. 